# Greensburg (Pensilvania)
Greensburg es una ciudad ubicada en el condado de Westmoreland en el estado estadounidense de Pensilvania. En el año 2000 tenía una población de 15,889 habitantes y una densidad poblacional de 1,471.2 personas por km².

## Geografía
Greensburg se encuentra ubicada en las coordenadas 40°17′52″N 79°32′32″O / 40.29778, -79.54222.

## Demografía
Según la Oficina del Censo en 2000 los ingresos medios por hogar en la localidad eran de $30,324 y los ingresos medios por familia eran $41,112. Los hombres tenían unos ingresos medios de $33,306 frente a los $24,246 para las mujeres. La renta per cápita para la localidad era de $18,312. Alrededor del 13.6% de la población estaba por debajo del umbral de pobreza.